# بنکس لیک ساوت (واشینگتن)
بنکس لیک ساوت (به انگلیسی: Banks Lake South) یک منطقهٔ مسکونی در ایالات متحده آمریکا است که در شهرستان گرنت، واشینگتن واقع شده‌است. بنکس لیک ساوت ۷٫۵ کیلومتر مربع مساحت و ۱۷۴ نفر جمعیت دارد و ۴۹۸ متر بالاتر از سطح دریا واقع شده‌است.